# Imprint
Ein Imprint ist im Verlagswesen die Wortmarke eines Verlags, die im Buchhandel wie ein eigenständiger Verlag mit eigenem Layout und eigenem Logo auftritt. Dementsprechend firmiert als Imprint ein nicht mehr als eigenständiges Unternehmen existierender Verlag, unter dessen Namen ein anderer Verlag weiterhin Bücher publiziert. Imprints dienen primär dem Marketing gegenüber Buchhändlern und Lesern der zielgruppenspezifischen Ansprache. Den tatsächlichen Verlag nennt immer das Impressum.
Große Verlage setzen Imprints ein, um ihr Verlagsprogramm in mehrere Segmente aufzuteilen. Imprints werden meist mit eigener Programmvorschau und weiteren Marketingmaßnahmen präsentiert; so lässt sich bei Händlern und Lesern größere Aufmerksamkeit erzeugen als mit einer einzigen Programmvorschau. In der Verlagswirtschaft gilt ein Imprint als ein kleineres Untergeschäft oder eine Zweitmarke. Viele Verlage bedienen sich Imprints, um einen neuen Programmbereich im Handel zu etablieren, ohne das Verlagsprofil zu sehr aufzuweichen, beispielsweise:
Piper verwendet den historischen Namen des Malik-Verlags als Imprint für Reise- und Abenteuerbücher, der Reclam-Verlag bot Romane und populäre Sachbücher unter dem Imprint Reclam Leipzig an, die Eulenspiegel Verlagsgruppe bietet die Edition Ost als Imprint für ehemals SED-nahe Leserkreise an, und der Schulbuchverlag Klett produziert Wörterbücher unter dem Imprint PONS. Das Verlagshaus Deutscher Wissenschafts-Verlag (DWV) gründete sein Imprint German University Press, das auf Hochschulschriften spezialisiert ist. Die WBG Darmstadt nutzte die Namen der Verlage Lambert Schneider, Philipp von Zabern und Theiss als Imprint für neue Publikationen, nachdem sie deren Verlagsprogramm großenteils aufgekauft hatte; nach der Übernahme von Teilen des WBG-Verlages durch den Verlag Herder zu Beginn 2024 fungieren nicht nur diese drei Marken, sondern auch wbg selbst als Imprint Herders.
Über Imprints lassen sich Werbeeffekte bündeln und eine differenzierte Preispolitik betreiben. So kann ein Verlag mit überwiegend hochpreisigen Büchern einen Billig-Imprint einsetzen und damit das niedrigpreisige Moderne Antiquariat bedienen, ohne die eigene Marke zu beschädigen (z. B. Dorling Kindersley mit dem Imprint Coventgarden).
Großkonzerne führen aufgekaufte oder im eigenen Besitz befindliche, vormals eigenständige Verlage als Imprint weiter, um im Handel Kontinuität zu demonstrieren. Die Verlagsgruppe Random House (Bertelsmann) führt beispielsweise als Imprints unter anderem die Verlage C. Bertelsmann Verlag, Heyne, Goldmann, DVA, Südwest, Manesse und Falken mit ihrem eingeführten Verlagsprofil weiter.

„[…] die Gruppen Bertelsmann und Holzbrinck kaufen Verlage auch als sog. Imprint-Verlage auf: Der alte Verlag bleibt dem Namen nach bestehen; abgesichert – oder angeleitet – durch den Konzern, können für den Aufkäufer imagefördernde Projekte umgesetzt werden.“

Insbesondere im Sachbuchbereich kam und kommt es mittels Imprint häufig zu Übernahmen von ganzen Verlags- und Buchprogrammen. So wurde der BLV Buchverlag zu einer Marke des Ratgeber-Verlages Gräfe und Unzer in Deutschland. Gräfe und Unzer erwarb 2018 die Rechte und entwickelt seither unter dem Label BLV neue Titel.
Der Begriff Imprint wird auch für die Platzierung eines fremden Firmenlogos auf einer Veröffentlichung verwendet. Druckereien bieten beispielsweise das Imprint als Preisoption an; hier wird der Druck vergünstigt angeboten und im Gegenzug das Logo der Druckerei prominent auf der Veröffentlichung präsentiert.